# Episodi di Dalziel and Pascoe (decima stagione)
Lista degli episodi della decima stagione della serie televisiva Dalziel and Pascoe.
| N° | Titolo originale                 | Titolo italiano | Prima TV UK    | Prima TV Italia |
| -- | -------------------------------- | --------------- | -------------- | --------------- |
| 1  | Houdini's Ghost - Part 1         |                 | 6 marzo 2006   |                 |
| 2  | Houdini's Ghost - Part 2         |                 | 7 marzo 2006   |                 |
| 3  | Glory Days - Part 1              |                 | 13 marzo 2006  |                 |
| 4  | Glory Days - Part 2              |                 | 14 marzo 2006  |                 |
| 5  | Wrong Time, Wrong Place - Part 1 |                 | 27 marzo 2006  |                 |
| 6  | Wrong Time, Wrong Place - Part 2 |                 | 28 marzo 2006  |                 |
| 7  | Guardian Angel - Part 1          |                 | 3 aprile 2006  |                 |
| 8  | Guardian Angel - Part 2          |                 | 4 aprile 2006  |                 |
| 9  | A Death in the Family - Part 1   |                 | 10 aprile 2006 |                 |
| 10 | A Death in the Family - Part 2   |                 | 11 aprile 2006 |                 |